# Mirabilis hirsuta
Mirabilis hirsuta är en underblomsväxtart som först beskrevs av Thomas Nuttall, och fick sitt nu gällande namn av Macmill. Mirabilis hirsuta ingår i släktet underblommor, och familjen underblomsväxter. Inga underarter finns listade i Catalogue of Life.